# Senyal analògic

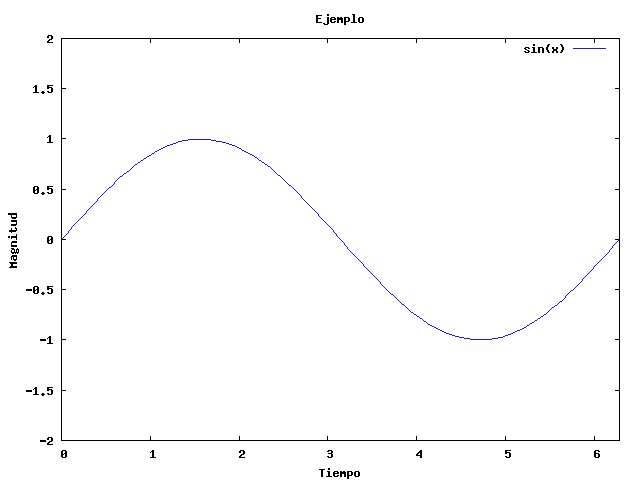
Exemple de senyal analògic

El senyal analògic és aquell que presenta una variació contínua en el temps, és a dir, que a una variació suficientment significativa del temps li correspondrà una variació igualment significativa del valor del senyal (el senyal és continu). Tot senyal variable en el temps, per complicat que sigui, es pot representar en l'àmbit dels seus valors de freqüència. Es pot representar per una funció matemàtica contínua en la qual és variable la seva amplitud i període (representant una dada d'informació) en funció del temps. El procés matemàtic que permet aquesta descomposició s'anomena anàlisi de Fourier. A diferència dels senyals digitals, una petita variació del senyal té significat i no s'atribueix només al soroll. El terme senyal analògic sembla un argot propi de les telecomunicacions, però no és així, ja que també apareix en sistemes mecànics, hidràulics o altres sistemes que utilitzen aquests tipus de senyals. Un altre exemple de senyal analògic és el generat per un usuari en el micròfon del seu telèfon mòbil i que, després de successius processos, és rebut a l'altaveu d'un altre usuari.
En la naturalesa, el conjunt de senyals que percebem són analògics, com per exemple la llum, el so, l'energia, etc., són senyals que tenen una variació contínua. Qualsevol informació pot ser transmesa per un senyal analògic, com una resposta a un canvi en els fenòmens físics. Un senyal analògic té una resolució teòricament infinita. A la pràctica, un senyal analògic està subjecte al soroll i a una velocitat de pujada finita. Per tant, en els sistemes, tant analògics com digitals, estan subjectes a limitacions en la resolució. Com que els sistemes analògics es tornen complexes, és difícil detectar quan es produeix una degradació del senyal.
Habitualment, un senyal analògic presenta semblança respecte a la informació que transporta. Així doncs, el solc d'un disc de vinil, si l'observem en detall amb l'ajut d'una lupa o microscopi, té la mateixa forma que les ones sonores del so que representa. Per això diem que el disc de vinil és un enregistrament analògic, perquè les ones de pressió en l'aire (so) han donat lloc a unes ondulacions geomètricament semblants en el solc. La cinta de casset és també un registre analògic, ja que les variacions en la intensitat del camp magnètic al llarg de la cinta són una còpia de les variacions de pressió en l'aire (so).
Algunes de les magnituds físiques portadores d'un senyal d'aquest tipus són elèctriques com la intensitat, la tensió i la potència, però també poden ser hidràuliques com la pressió, tèrmiques com la temperatura, mecàniques... Precisament el fet de poder transmetre un senyal de forma analògica a partir de magnituds com la pressió, la temperatura o altres magnituds similars ens és molt útil, ja que de vegades és l'única manera de fer-ho. Per exemple en atmosferes on la presència de l'electricitat és massa perillosa, com ara en la majoria de les empreses químiques. Una ona sinodal és un senyal analògic d'una sola freqüència. Els voltatges de la veu i del vídeo són senyals analògics que varien d'acord amb el so o variacions de la llum que corresponen a la informació que s'està transmetent. En llenguatge tècnic, aquests valors mesurats en instants determinats s'anomenen mostres, i l'operació d'obtenir sèries de mostres com l'anterior s'anomena mostreig.

## Desavantatges en termes electrònics
Els senyals de qualsevol circuit o comunicació electrònica són susceptibles de ser modificats de forma no desitjada de diverses maneres mitjançant el soroll, fet que passa sempre en major o menor mesura. Per a solucionar això el senyal sol ser condicionat abans de ser processat. El gran desavantatge respecte als senyals digitals és que en els senyals analògics qualsevol variació de la informació és de difícil recuperació, i aquesta pèrdua afecta en gran manera el correcte funcionament i rendiment del dispositiu analògic. Un sistema de control (ja sigui un ordinador, etc.) no té cap capacitat per a treballar amb senyals analògics, de manera que necessita convertir-los en senyals digitals per a poder treballar amb ells. (Veure conversió analògica-digital)

## Avantatges del senyal analògic respecte al digital
Permet d'obtenir informació de manera contínua, permet més quantitat d'informació, permet més precisió en les dades, permet un senyal analògic pot ser processat directament per components analògics, s'aproxima més al valor real, no hi ha acotament de valors i les seves dades són d'alta fidelitat (amplitud, temps).

## Inconvenients del senyal analògic
- Els senyals de qualsevol circuit o comunicació electrònica són susceptibles a ser modificats mitjançant el soroll.
- Qualsevol variació en la informació és difícil de recuperar, i aquesta pèrdua afecta en gran manera el correcte funcionament i rendiment del dispositiu analògic.
- És molt vulnerable al soroll perquè, pel fet de tenir una escala de valors il·limitada, una petita variació es pot donar com a correcte i no es pot detectar.
- Un sistema de control, com pot ser un ordinador, no té capacitat per treballar amb senyals analògics, de manera que necessita convertir-los en senyals digitals per poder treballar amb ells.
- En la tecnologia analògica és molt difícil emmagatzemar, manipular, calcular, comparar i recuperar informació amb completa exactitud quan el senyal ha estat emmagatzemat. En canvi, amb la tecnologia digital es poden fer tasques de recuperació, manipulació, etc., molt ràpides i molt exactes.

## Senyal elèctric analògic
Un senyal elèctric analògic és aquell en el qual els valors de la tensió o voltatge varien constantment en forma de corrent altern, incrementant el seu valor amb signe elèctric positiu (+) durant mig cicle i disminuint-lo a continuació amb signe elèctric negatiu (–) en la meitat de cicle següent.
El canvi constant de polaritat de positiu a negatiu provoca que es formi un traçat d'ona de forma sinusoidal. Per tant, una ona elèctrica de so pot prendre infinitats de valors positius i negatius (superiors i inferiors), dins d'un cert límit de volts també positius o negatius, representats sempre dintre d'una unitat determinada de temps, generalment es mesura amb la unitat de segons.

## Exemple d'un sistema analògic

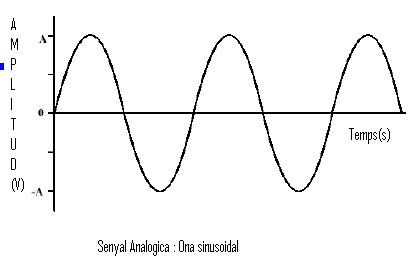
Exemple de senyal Analogic: Ona sinusoidal

Un exemple de sistema electrònic analògic és l'altaveu, que es fa servir per amplificar el so de manera que aquest sigui escoltat per una gran audiència.
Les ones de so que són analògiques en el seu origen, són capturades per un micròfon i convertides en una petita variació analògica de tensió denominada senyal d'àudio. Aquesta tensió varia de manera contínua a mesura que canvia el volum i la freqüència del so i s'aplica a l'entrada d'un amplificador lineal. La sortida de l'amplificador, que és la tensió d'entrada amplificada, s'introdueix en l'altaveu. Aquest converteix, de nou, el senyal d'àudio amplificat en ones sonores amb un volum molt més alt que el so original captat pel micròfon.

## Sistemes que utilitzen mètodes digitals i analògics

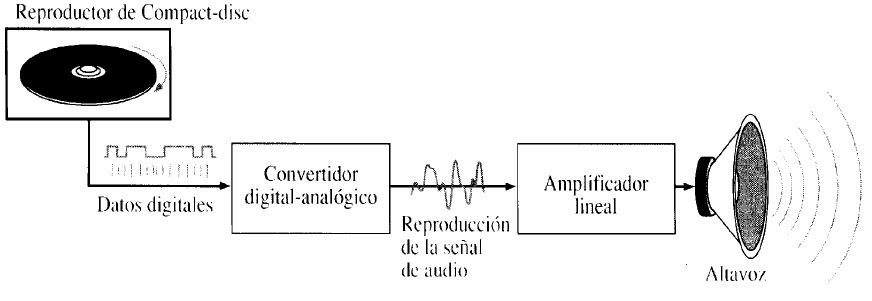
Sistema Analògic digital

Hi ha sistemes que utilitzen mètodes digitals i analògics, un d'ells és el reproductor de disc compacte (CD), un sistema òptic de díodes làser llegeix les dades digitals del disc quan gira i les transfereix al convertidor digital-analògic (DAC). El DAC transforma les dades digitals en un senyal analògic que és la reproducció elèctrica de la música original. Aquest senyal s'amplifica i s'envia a l'altaveu. Quan la música es va gravar en el CD es va utilitzar un procés que, essencialment, era l'invers al descrit, i que utilitza un convertidor analògic a digital (ADC, analog-to-digital converter).

## Modulació
Un mètode per transformar un senyal analògic és la modulació. En aquest mètode, alguns senyals bàsics (ex. Sinusoide) té una de les seves propietats modulables: l'amplitud es pot modular modificant el voltatge d'entrada de l'ona i la freqüència es pot modular fent canvis a la freqüència d'entrada. La modulació de senyals no implica un canvi en la quantificació d'informació del senyal. El seu concepte sobre el circuit, el so, la llum, la temperatura, etc., són constants abans i després.

## Senyal digital com un senyal analògic compost
Fent servir l'anàlisi de Fourier, un senyal digital és un senyal analògic compost. L'amplada de banda és infinita, com es podria endevinar. Es pot arribar a aquest concepte si s'estudia un senyal digital. Un senyal digital, en el domini del temps, inclou segments horitzontals i verticals connectats. Una línia vertical en el domini del temps, significa una freqüència zero (no hi ha canvi en el temps). Anar d'una freqüència zero a una freqüència infinita (i l'inrevés també) implica que totes les freqüències del mig són part del domini. L'anàlisi de Fourier es pot fer servir per descompondre un senyal. Si el senyal digital és periòdic, no gaire habitual en comunicacions, el senyal descompost té una representació en el domini de freqüència amb una amplada de banda infinita i freqüències discretes. Si el senyal digital és aperiòdic, el senyal descompost encara té una amplada de banda infinita, però les freqüències són contínues.
Per enregistrar sons disposem de micròfons. La tensió elèctrica proporcionada per un micròfon constitueix un senyal analògic.

## Mètode utilitzat per la gravació del so analògic
El mètode de gravació del so analògic consisteix a registrar en una cinta magnetofònica una representació magnètica de les variacions sonores que capta el micròfon. Una vegada aquesta es converteix en un senyal elèctric d'audiofreqüència, es registra i es considera com un fenomen continu de gravació d'impulsos elèctrics de diferents tensions o voltatges, que donen valors d'intensitat, timbres, tons i freqüències originals dels diferents sons que pot captar el micròfon. Aquests impulsos elèctrics són gravats en la cinta magnetofònica mantenint sempre la forma d'ona sinusoidal original que tenia el so en el moment que va ser captat pel micròfon. El fet que el senyal d'audiofreqüència es registri o es gravi en la cinta magnetofònica de forma contínua permet després la seva fidel reproducció i amplificació mitjançant un sistema d'altaveus.

## Descomposició del senyal
Com ja s'ha esmentat, un senyal analògic pot contenir una gran quantitat d'informació (i soroll), i, per tant, caldrà separar o descompondre la que ens és important de la que no. En aquest sentit, els filtres analògicsthienen molt a veure aPer a posar un exemple de descomposició de senyals, només ens hem de fixar en el senyal de ràdio, en el qual un senyal portador de baixa freqüència "emmagatzema" el senyal de so d'alta freqüència que s'escoltarà a través dels altaveus. En aquest cas caldrà separar els senyals de baixa i alta freqüència per a poder diferenciar-los i poder, després, processar-los.
Es poden utilitzar diferents maneres de descompondre un senyal: Descomposició de senyals per impuls, dscomposició de senyals per esglaons, descomposició de senyals parells/imparells (simetria parella i simetria imparella) i descomposició de senyals amb Fourier.

## Digitalització del senyal
Realitzar processats més avançats de senyals analògics presenta certs desavantatges. Per processar un senyal analògic hem d'implementar un sistema electrònic analògic complex. L'electrònica analògica és relativament complexa de mantenir i a més el sistema no es pot actualitzar o reutilitzar, sinó que s'ha de descartar i substituir-lo per un altre de nou. Per aquests motius se sol digitalitzar el senyal per poder-lo tractar amb software (actualitzable i més senzill de mantenir).

## Exemples de sistemes analògics que ara s'han tornat digitals
- Fotografia: La majoria de les càmeres encara fan ús de pel·lícules que tenen un recobriment d'halurs de plata per a gravar imatges. No obstant això, l'increment en la densitat dels microcircuits o "xips" de memòria digital ha permès el desenvolupament de càmeres digitals que graven una imatge com una matriu de 640 x 480, o fins i tot arranjaments més extensos de píxels on cada píxel emmagatzema les intensitats dels seus components de color vermell, verd i blau de 8 bits cadascun. Aquesta gran quantitat de dades, al voltant de set milions de bits en aquest exemple, pot ser processada i comprimida en un format denominat JPEG i reduir-se a una grandària tan petita com l'equivalent al 5% de la grandària original d'emmagatzematge, depenent de la quantitat de detall de la imatge. D'aquesta manera les càmeres digitals depenen tant de l'emmagatzematge com del processament digital.
- Enregistrament de vídeo: Un disc versàtil digital de múltiples usos (DVD per les sigles de digital versatile disc) emmagatzema vídeo en un format digital altament comprimit denominat MPEG-2. Aquest estàndard codifica una petita fracció dels quadres individuals de vídeo en un format comprimit semblant al JPEG i codifica cadascun dels altres quadres com la diferència entre aquest i l'anterior. La capacitat d'un DVD d'una sola capa i un sol costat és d'aproximadament 35 mil milions de bits, suficient per a gravar gairebé dues hores de vídeo d'alta qualitat, i un disc de doble capa i doble costat té quatre vegades aquesta capacitat.

No obstant això, en termes de qualitat, sobretot en aquests casos, l'instrumental analògic encara supera amb escreix les tecnologies digitals actuals.

## Conversió de senyal analògica a digital
Tècnicament, els senyals de vídeo i àudio suposen la variació constant del nivell d'un corrent elèctric. Es basa, doncs, en la variació d'una de les característiques del senyal elèctric: la seva tensió. Això vol dir que per passar del punt A al punt B de qualsevol punt del seu recorregut els valors de la tensió han hagut de passar per infinits punts o valors compresos entre A i B. A aquest senyal se l'anomena senyal analògic. Podem descompondre, però, aquest senyal en diferents mostres, tantes com vulguem o puguem, que podrien estar representades en un sistema de coordenades. A més mostres que fem, més s'assemblarà la representació al senyal original. La relació numèrica de les mostres és el que constituirà la digitalització del senyal.